# 里坦镇
里坦镇，是中华人民共和国河北省廊坊市大城县下辖的一个乡镇级行政单位。

## 行政区划
里坦镇下辖以下地区：
里坦二村、里坦一村、里坦三村、里坦四村、岳杭村、小木桥村、于远头村、王远头村、张远头村、邢远头村、旧镇村、长芦疃村、李大木桥村、路大木桥村、王大木桥村、大沿村、小沿村、大邵村、小邵村、石疙瘩村、娘娘庄村和流源庄村。